# Alexander Wilson (ornitolog)
Alexander Wilson, ameriški naravoslovec, ornitolog in risar škotskega rodu, * 6. julij 1766, Paisley, grofija Renfrewshire, Škotska, † 23. avgust 1813, Filadelfija, Pensilvanija, ZDA.
Wilson je bil izučen za krojača, a ga ta poklic ni zanimal. Po emigraciji v Združene države se je zaposlil kot učitelj. Zanimanje za ptiče mu je vzbudil ameriški naravoslovec William Bartram. Leta 1802 se je odločil, da bo popisal vse severnoameriške ptiče in pričel potovati po vsej celini, opazovati, jih risati ter iskati sodelavce za svojo knjigo. Nastalo je delo American Ornithology v devetih knjigah, ki so izhajale med letoma 1808 in 1814 in v katerih je bilo opisanih 268 vrst ptic, od tega 26 novoodkritih. Wilson je umrl med pisanjem zadnjega, devetega dela, ki ga je dokončal in izdal njegov prijatelj George Ord.